# Lagoftalmo
Il  lagoftalmo  è l'incompleta chiusura della rima palpebrale. Se non trattata a dovere vi è la possibilità della comparsa di una cheratite da esposizione.
Il nervo facciale ricopre un ruolo essenziale in tale manifestazione in quanto se dovesse essere compromesso a causa di qualche operazione o trauma fisico bisogna obbligatoriamente procedere a un'operazione chirurgica per limitare al minimo i danni.

## Eziologia
La causa di tale anomalia oculistica può essere di varia natura, fra cui traumi, esoftalmo e paralisi facciale. È inoltre una possibile complicanza oculare della lebbra.

## Trattamento
Innanzitutto bisogna difendere l'occhio esposto con bende o similari. Con tale difesa entro pochi giorni l'occhio guarisce spontaneamente. Se la guarigione non dovesse avvenire per una causa qualunque si sottopone la persona a intervento chirurgico.